# Dharapur
Dharapur è una suddivisione dell'India, classificata come census town, di 7.668 abitanti, situata nel distretto di Kamrup, nello stato federato dell'Assam. In base al numero di abitanti la città rientra nella classe V (da 5.000 a 9.999 persone).

## Società

### Evoluzione demografica
Al censimento del 2001 la popolazione di Dharapur assommava a 7.668 persone, delle quali 4.109 maschi e 3.559 femmine. I bambini di età inferiore o uguale ai sei anni assommavano a 805, dei quali 420 maschi e 385 femmine. Infine, coloro che erano in grado di saper almeno leggere e scrivere erano 5.452, dei quali 3.050 maschi e 2.402 femmine.